# ديفيد سيغر
ديفيد سيغر (بالسويدية: David Seger)‏ هو لاعب كرة قدم سويدي في مركز الوسط، ولد في 15 يوليو 1999. لعب مع نادي أوربرو.

## وصلات خارجية
- ديفيد سيغر على موقع اتحاد السويد (السويدية)
- ديفيد سيغر على موقع قاعدة بيانات كرة القدم.إي يو (الإنجليزية)
- ديفيد سيغر على موقع Soccerway.com (الإنجليزية)
- ديفيد سيغر على موقع عالم كرة القدم.نت (الإنجليزية)